# جو هندري
جو هندري (بالإنجليزية: Joe Hendry)‏ هو مصارع محترف بريطاني، ولد في 2 مايو 1988 في إدنبرة في المملكة المتحدة. اشتهر بدخلته وأسلوبه المختلط في الحلبة

## وصلات خارجية
- جو هندري على موقع قاعدة بيانات المصارعة الدولية (الإنجليزية)
- جو هندري على موقع WrestlingData.com (الإنجليزية)
- جو هندري على موقع CageMatch worker (الإنجليزية)
- جو هندري على موقع قاعدة بيانات المصارعة على الإنترنت (الإنجليزية)
- جو هندري على موقع عالم المصارعة على الإنترنت (الإنجليزية)
- جو هندري على موقع عالم المصارعة على الإنترنت (الإنجليزية)
- جو هندري على موقع IMDb (الإنجليزية)
- جو هندري على موقع ميوزك برينز (الإنجليزية)
- جو هندري على موقع قاعدة بيانات الفيلم (الإنجليزية)